# Campeonato de España de Ciclismo en Ruta 1964
El LXIII Campeonato de España de Ciclismo en Ruta se disputó en Bilbao el 23 de agosto de 1964 sobre 204 kilómetros de recorrido al dar 21 vueltas a un circuito de 10 kilómetros.
El ganador fue Julio Jiménez que se impuso en solitario. El abulense se escapó en la dècimoprimera vuelta del recorrido junto al burgalés José Luis Talamillo. En la penúltima vuelta, y viendo que la victoria iba a ser de los dos fugados, Jiménez remata a Talamillo en el ascenso al Enecuri. El vasco Luis Otaño completó el podio. 

## Clasificación final
| Pos. | Ciclista             | Equipo  | Tiempo    |
| ---- | -------------------- | ------- | --------- |
| 1.   | Julio Jiménez        | Kas     | 6h 17'55" |
| 2.   | José Luis Talamillo  | Ferrys  | a 2'41"   |
| 3.   | Luis Otaño           | Ferrys  | a 7'23"   |
| 4.   | Sebastián Elorza     | Kas     | m.t.      |
| 5.   | Manuel Martín Piñera | Kas     | a 7'32"   |
| 6.   | Patxi Gabica         | Kas     | m.t.      |
| 7.   | José Antonio Momeñe  | Kas     | m.t.      |
| 8.   | José Segú            | Ignis   | m.t.      |
| 9.   | Antonio Suárez       | Massias | m.t.      |
| 10.  | Angelino Soler       | Massias | m.t.      |